# Niente di grave
Niente di grave è un singolo del cantautore italiano Max Pezzali, il terzo estratto dal suo sesto album in studio Astronave Max, pubblicato il 25 settembre 2015.

## La canzone
Il brano è dedicato al figlio di Pezzali, Hilo. Alla sua presentazione, il cantante pavese ha detto:

## Video musicale
Il video ufficiale del brano, girato a metà settembre sotto la direzione di Mauro Russo, vede come protagonisti il padre e il figlio di Max Pezzali, che cantano insieme a Pezzali il brano come anche altri gruppi di reali nonno, padre e figlio che appaiono nel video. È stato pubblicato il 6 ottobre 2015.

## Formazione
- Max Pezzali – voce
- Davide Ferrario – chitarra elettrica, chitarra acustica, pianoforte, sintetizzatore, percussioni, cori
- Francesco Ferrari – chitarra acustica
- Sergio Carnevale – batteria
- Vittorio Savoini – violoncello
- Feyzi Brera – violino, viola
- Daniele Moretto – tromba, flicorno

## Classifiche
| Classifica (2015)         | Posizione massima |
| ------------------------- | ----------------- |
| Italia (airplay)          | 47                |
| Italia (airplay italiane) | 22                |